# Malmaison
Malmaison es una localidad de Santa Lucía que forma parte del distrito de Soufrière.